# HR 753
HR 753 (známá také jako Gliese 105) je trojhvězda nacházející se ve souhvězdí Velryby. Tento systém se skládá ze tří hvězd a nachází se ve vzdálenosti 23,6 světelných let (7,2 parseků) od Slunce. Hlavní složka systému, Gliese 105 A, je červený trpaslík spektrálního typu K3 V.

## Popis systému
Gliese 105 A je hvězda s hmotností přibližně 70 % hmotnosti Slunce, povrchovou teplotou 4777 K a zářivostí odpovídající 26 % sluneční zářivosti.
Její průvodce Gliese 105 B je červený trpaslík spektrálního typu M4.0 V s přibližně 25 % hmotnosti Slunce. Tento průvodce je známý svou proměnností typu BY Draconis, což je způsobeno aktivitou jeho hvězdných skvrn.
Třetí složka, Gliese 105 C, je extrémně slabý červený trpaslík spektrálního typu M7 V. Tato hvězda má hmotnost přibližně 8 % hmotnosti Slunce a její orbitální dráha kolem hlavní složky má periodu přibližně 76 let s vysokou excentricitou 0,641. Gliese 105 C je jedním z nejmenších známých červených trpaslíků a díky své nízké hmotnosti a svítivosti poskytuje cenné údaje o evoluci hvězd s nízkou hmotností.

## Historie výzkumu
První podrobnější měření systému Gliese 105 byla provedena díky misi Hipparcos, která poskytla přesná data o paralaxe a pohybu hvězd.
Pozdější výzkumy byly realizovány pomocí spektroskopie a astrometrických dat z družice Gaia, která přispěla k lepšímu pochopení orbitálních vlastností složek systému. Díky těmto datům byla potvrzena vysoká excentricita dráhy Gliese 105 C a její gravitační vliv na hlavní složku.

## Význam
Systém Gliese 105 představuje důležitý objekt pro studium dynamiky trojhvězdných systémů a vlastností červených trpaslíků. Díky své blízkosti k Zemi je ideální pro sledování gravitačních interakcí a evolučních procesů v těchto systémech. Navíc může sloužit jako vzorový případ pro modelování exoplanetárních systémů kolem hvězd s nízkou hmotností.